# Rick Riordan
Richard "Rick" Russel Riordan, född 5 juni 1964 i San Antonio i Texas, är en amerikansk författare. Han blev berömd för sina böcker om Percy Jackson (Född till hjälte, Monsterhavet, Titanernas förbannelse, Kampen om labyrinten och Striden om Olympen). Den femte boken gavs ut i USA den 5 maj 2009. Han är specialiserad inom området grekisk mytologi och historia. Innan han blev författare var han engelsklärare i 15 år. Han har också skrivit en annan serie för vuxna som heter Tres Navarre. Han har även medverkat i serien The 39 clues där han skrev en av de tjugo böckerna i serien.
Filmer har gjorts av de två första böckerna från Percy Jackson, The Lightning Thief och Sea Of Monsters. Producenten är Chris Columbus.       
Han har gjort en annan serie i samma kategori som heter The Heroes Of Olympus (Olympens Hjältar). Serien handlar om profetian från boken Striden om Olympen som går i uppfyllelse. Striden om Olympen är den sista boken i serien om Percy Jackson.
En annan serie för både barn och vuxna är Kanekrönikan som skrevs genom en bandspelare. Serien har tre böcker: Den röda pyramiden, Eldtronen och Ormens skugga. I denna serie finns det egyptiska gudar, monster och fenomen i nutid.
Han har skrivit ännu en serie om den nordiska mytologin i nutid, Magnus Chase. Denna serie är mer nytänkande än de andra, t.ex. en muslim som valkyria, en dvärg specialiserad på mode och en dövstum alf.
Efter detta skrev han även en bok om de grekiska gudarnas historia från Gaia och Uranos till Dionysos som heter Percy Jackson`s Greek Gods (Percy Jackson och de grekiska gudarna).